# Juan José García (baloncestista)
Juan José García Rodríguez (Santo Domingo, 22 de abril de 1989), también conocido como J.J. García, es un jugador de baloncesto con doble nacionalidad español y dominicano. Con 2.01 metros de estatura, juega en la posición de ala-pívot en el Aix Maurienne Savoie Basket del Campeonato de Francia de Baloncesto Pro B.

## Trayectoria
Dominicano de nacimiento, emigra a España de muy pequeño, donde empieza a jugar al baloncesto en el Colegio Cristo Rey, y en el Colegio Ciudad de los Muchachos. Con 17 años, procedente del CB Aluche, ficha por el Euro Colegio Casvi, equipo en el que permanece durante 6 años, primero en sus categorías inferiores y luego en el primer equipo. Durante ese tiempo tiene ofertas de los equipos más importantes de la Comunidad de Madrid que rechaza y también ejerce como entrenador.
Después de una gran trayectoria en el Euro Colegio Casvi en Liga EBA y una breve experiencia con los Titanes del Licey, en el año 2013 ficha por el Oviedo Club Baloncesto, equipo en el que explota, promediando la segunda temporada 11.4 puntos, 6.8 rebotes y 13.6 de valoración en  26 minutos, lo que le vale para dar el salto a la Liga ACB, fichando por el CB Zaragoza, en sustitución de Albert Fontet. Para la temporada 2015-16 jugará cedido en el Bàsquet Manresa de la Liga ACB.
En julio de 2021, pone fin a su etapa en el TAU Castelló tras cuatro temporadas y firma por el Aix Maurienne Savoie Basket del Campeonato de Francia de Baloncesto Pro B.

## Equipos
- Colegio Cristo Rey, Ciudad de los Muchachos y CB Aluche
- Euro colegio Casvi (2006-2013)
- Titanes del Licey (2013)
- Oviedo Club Baloncesto (2013-2015)
- Titanes del Distrito Nacional (2014)
- CB Zaragoza (2015)
- Titanes del Distrito Nacional (2015)
- Bàsquet Manresa (2015-2016)
- Unicaja Málaga (2016-2017)
- Amics del Bàsquet Castelló (2017-2021)
- Aix Maurienne Savoie Basket (2021-)